# William Wishart
William Wishart (auch Wischard; * vor 1226; † 28. Mai 1279 in Morebattle) war ein schottischer Geistlicher und Minister. Nachdem er als königlicher Kanzler gedient hatte, wurde er zum Bischof von Glasgow gewählt. Bevor er jedoch sein Amt antreten konnte, wurde er 1271 Bischof von St Andrews.

## Herkunft
Die genaue Herkunft von William Wishart ist ungeklärt. Er entstammte einer Familie aus Mearns. Er war vermutlich ein Sohn von John Wishart, der in den 1230er Jahren als Sheriff von Mearns diente. Williams Bruder war vermutlich John Wishart, der Landbesitz in Conveth und Fordoun besaß.

## Aufstieg als Geistlicher
Wishart hatte in Oxford und vermutlich in Paris studiert und vor dem 20. März 1248 einen Abschluss als Magister gemacht. Vor November 1250 wurde er Kanoniker an der Stiftskirche St Mary in St Andrews. Spätestens 1254 wurde er Archidiakon von Teviotdale im Bistum St Andrews und 1266 Kanoniker an der Kathedrale von Glasgow. Um den 13. Januar 1257 wurde er zum Päpstlichen Kaplan ernannt. Wishart gilt als extremer Pfründensammler, da er bis 1270 Inhaber von insgesamt 22 geistlichen Pfründen in England und Schottland geworden war. Papst Innozenz IV. stellte Wishart einen Dispens aus, der ihm erlaubte, das Amt des Archidiakons gleichzeitig zusammen mit anderen Pfründen zusammen zu halten. Mit dieser Entscheidung schwächte der Papst erheblich das Pfründenversammlungsverbot. Wishart hatte aus seinen Pfründen jährliche Einkünfte von über 100 Merks, was für schottische Verhältnisse eine sehr stattliche Summe war.

## Dienst als königlicher Kanzler
Als Kleriker trat Wishart während der Minderjährigkeit von König Alexander III. in den Dienst der Krone und unterstützte nach 1251 den von Walter Comyn dominierten Regentschaftsrat. Auch drei Verwandte von Wishart unterstützten die Comyns. Von 1258 bis 1273 diente Wishart als königlicher Kanzler. Angeblich soll 1259 eine eindrucksvolle schottische Delegation, der auch Kanzler Wishart angehörte, zur Unterstützung des von einer Adelsopposition bedrängten Heinrich III. nach England gereist sein, wofür es aber keine Belege gibt.

## Wahl zum Bischof von Glasgow und zum Bischof von St Andrews
Nach dem Tod von Bischof Nicholas Moffat 1270 wurde Wishart auf Drängen von König Alexander III. zum neuen Bischof des Bistums Glasgow gewählt. Bevor er jedoch geweiht werden konnte, starb Bischof Gamelin von St Andrews. Daraufhin der König, dass Wishart am 2. Juni 1271 zum Bischof der einflussreichsten schottischen Diözese gewählt wurde. Die Culdeer von St Andrews wurden von der Wahl ausgeschlossen. In Glasgow setzte Wishart noch durch, dass sein Verwandter Robert Wishart zum Bischof gewählt wurde.

## Bischof von St Andrews
Da die schottische Kirche direkt der Kurie unterstellt war, musste die Wahl von Wishart von Papst Gregor X. bestätigt werden. Der Papst beauftragte die Bischöfe Archibald von Moray, Hugh of Bennum von Aberdeen und Lawrence von Argyll, die Rechtmäßigkeit der Wahl und die Eignung von Wishart als Bischof zu überprüfen und ihn anschließend zum Bischof zu weihen. Am 15. Oktober 1273 wurde Wishart schließlich in Scone zum Bischof geweiht, worauf er sein Amt als königlicher Kanzler niederlegte. 1278 gehörte er einer Kommission an, die im Auftrag von Papst Nikolaus III. Richard, den gewählten Bischof von Caithness, zum Amtsverzicht drängte. Richard war bereits älter, doch als Grund wurde sein unehelicher Sohn angegeben. Richard verzichtete auf das Bischofsamt, obwohl Wishart selbst mehrere uneheliche Kinder hatte. Möglicherweise war Robert Wishart, der Bischof von Glasgow, nicht sein Neffe, sondern sein unehelicher Sohn. Weitere mutmaßliche Kinder von Wishart waren William, James und Thomas Wishart. William Wishart benutzte seine Stellung auch, um seine Familie zu fördern. Thomas Wishart wurde Dekan von Glasgow, William Wishart (der Jüngere) wurde vor 1288 Archidiakon von Teviotdale. Mary († nach 1311), die vermutlich eine Tochter von Wishart war, heiratete in erster Ehe William Oliphant und in zweiter Ehe vor Dezember 1295 Richard Siward.
Wishart starb in Morebattle in Roxburghshire. Am 2. Juni 1279 wurde er in der im Bau befindlichen neuen Kathedrale von St Andrews beigesetzt. Sein Nachfolger als Bischof wurde William Fraser, der bereits sein Nachfolger als königlicher Kanzler gewesen war.